# 中村学園大学の人物一覧
中村学園大学の人物一覧（なかむらがくえんだいがくのじんぶついちらん）は、中村学園大学に関係する人物の一覧記事。

## 理事長および学長
- 中村ハル - 学校法人中村学園創設者・理事長、中村学園大学初代学長
- 中村久雄 - 学校法人中村学園理事長、中村学園大学2代目学長
- 中村量一 - 学校法人中村学園理事長

## 著名な教職員
- 相川英輔 - 作家
- 青木英実 - 北朝鮮に拉致された日本人を救出するための全国協議会幹事、教授
- 笠原成元 - ミュンヘンオリンピックバスケットボール男子日本代表、教授
- 松田潤治 - 教授

## 著名な出身者
- 古川年巳 - 料理研究家
- 神谷禎恵 - フードプロデューサー
- 中島綾菜 - ローカルタレント
- 堀加寿美 - ローカルタレント
- 南里康晴 - フィギュアスケート選手
- 川村真理 - 女子サッカー選手